# Prolomikha
Prolomikha (en rus: Проломиха) és un poble de l'óblast d'Uliànovsk, a Rússia. Pertany al districte d'Inza.